# Agrypon insculptum
Agrypon insculptum là một loài tò vò trong họ Ichneumonidae.